# 大阪府道258号尾崎停車場線
大阪府道258号尾崎停車場線（おおさかふどう258ごう おざきていしゃじょうせん）は、大阪府阪南市を通る一般府道である。

## 概要
南海本線 尾崎駅前から阪南市尾崎町1丁目に至る。

### 路線データ
- 起点：大阪府阪南市尾崎前1丁目（南海本線 尾崎駅前）
- 終点：大阪府阪南市尾崎町1丁目（尾崎交差点、大阪府道250号鳥取吉見泉佐野線交点）
- 総延長：60 m

## 地理

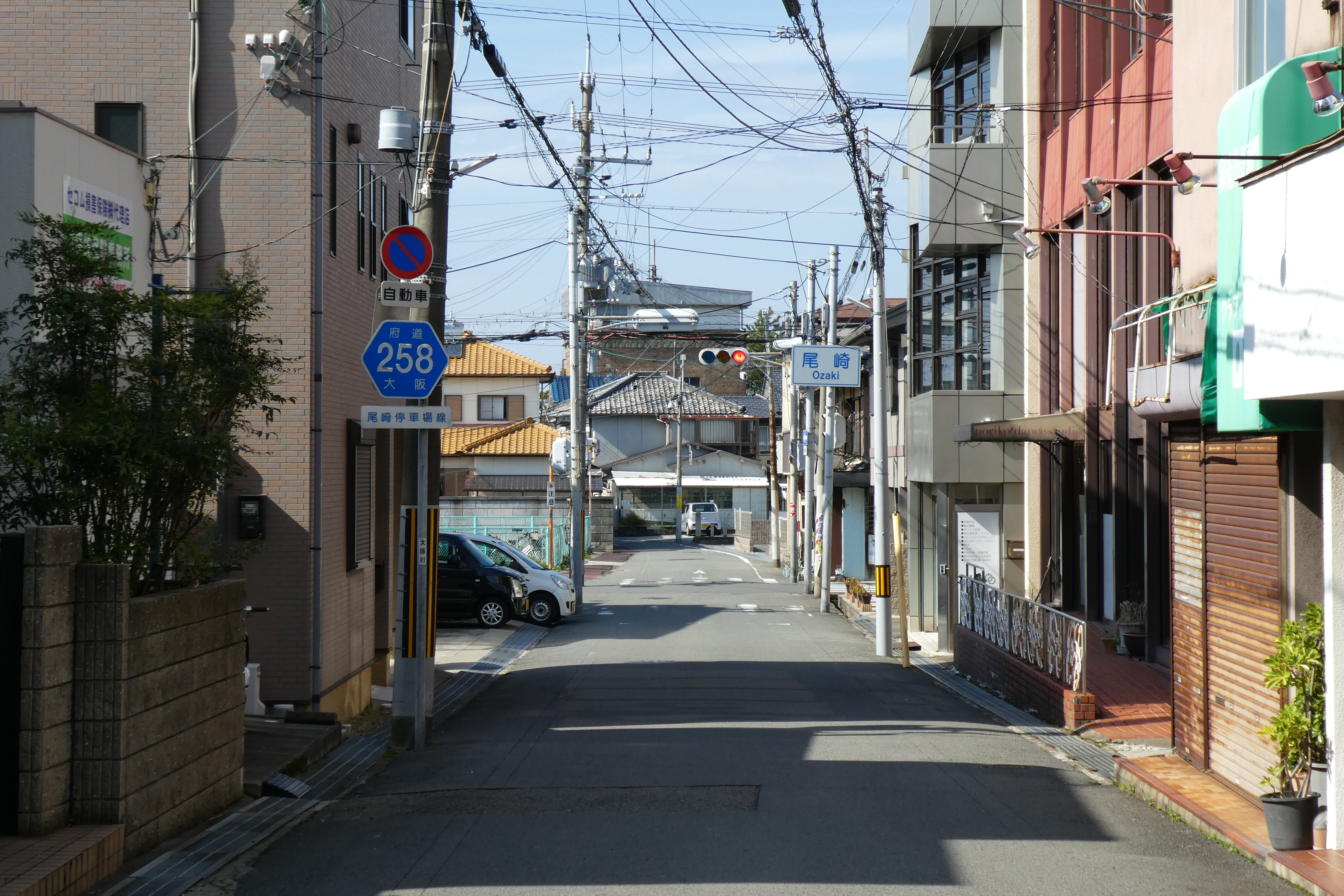
大阪府道258号尾崎停車場線。南海本線 尾崎駅前より撮影。
2020年3月。

### 通過する自治体
- 大阪府
  - 阪南市

### 交差する道路
| 交差する道路                  | 交差する場所 | 交差する場所      |
| ----------------------------- | ------------ | ----------------- |
| 大阪府道250号鳥取吉見泉佐野線 | 尾崎町1丁目  | 尾崎交差点 / 終点 |

### 沿線
- 南海本線 尾崎駅
- 阪南市立尾崎小学校
- 阪南尾崎郵便局